# مبنى المكتب الرئاسي (كييف)
مبنى المكتب الرئاسي (بالأوكرانية: Будинок Секretариату Preзидента) هو نصب تذكاري معماري في كييف، عاصمة أوكرانيا. ويشغله مكتب الرئيس الأوكراني ومجلس الأمن القومي والدفاع الأوكراني.
يقع المبنى في 11 شارع بانكوفا وكان في البداية عبارة عن إعادة بناء لمقر منطقة كييف العسكرية الذي بُني في وقت ما خلال سبعينيات القرن التاسع عشر وفقاً لتصميم أولكسندر شيل. يعتبر المبنى ذروة العمل الفني المعماري وقد شُيد بعد نقل جميع المؤسسات الحكومية لجمهورية أوكرانيا الاشتراكية السوفيتية إلى كييف من خاركيف.

## تاريخه
أُقيم المبنى في 1936-1939 وهو من تصميم معماري خاركيف سيرهي غريغورييف، كمقر منطقة كييف العسكرية الخاصة. كان المصمم قادراً على توحيد عناصر الطراز الكلاسيكي والباروك الأوكراني على نحو طبيعي.
أول ما قد يلفت انتباه الزائرين هو سمك جدران المبنى الذي لا يصدق. ويوضح المختصون أن ذلك يعود إلى القيود المفروضة على بناء المباني الإدارية في الاتحاد السوفيتي خلال ثلاثينيات القرن الماضي، مما اضُطر إلى مراوغتها من خلال بناء هيكل جديد على الأساس الموجود بالفعل. استفاد التصميم الجديد كثيراً من الحرم الجامعي المتماثل لتصميم شيل السابق في سبعينيات القرن التاسع عشر.
اعتُبر المبنى الجديد بمثابة إعادة بناء مع إضافة بعض العناصر الجديدة. فقد توسعت أجنحته، بينما وُضع تكوين خاص في المنتصف، مجموعة طليعية، ضخمة مع أعمدة مدرجة من النظام الكورنثي الضخم. تم التأكيد على النصب التذكاري الحاكم للمبنى من خلال معمد ثقيل جنباً إلى جنب مع أساس من اللابرادوريت ذو اللون الرمادي المصقول ("تحت الطبقة المغلفة"). المدخل الأمامي للمبنى محاط بأربع كرات صخرية. خطط المهندس المعماري للتصميم إلى حد كبير مع الأخذ في الاعتبار جميع التفاصيل، بحيث أن المبنى الضخم، بغض النظر عن وقوعه في شارع ضيق، لم يحجب المناطق المحيطة به فحسب، بل يمكن ملاحظته بوضوح أيضاً من جميع النقاط من شارعي إنستيتتسكا ولوثرانسكا، من ساحة فرانكو المجاورة وساحة ميخائيليف الواقعة عن بعد.
يوجد في فناء المبنى قاعة طعام ومغسلة وغرفة تنظيف ومطبعة وما إلى ذلك.